# Carlos María de Alvear

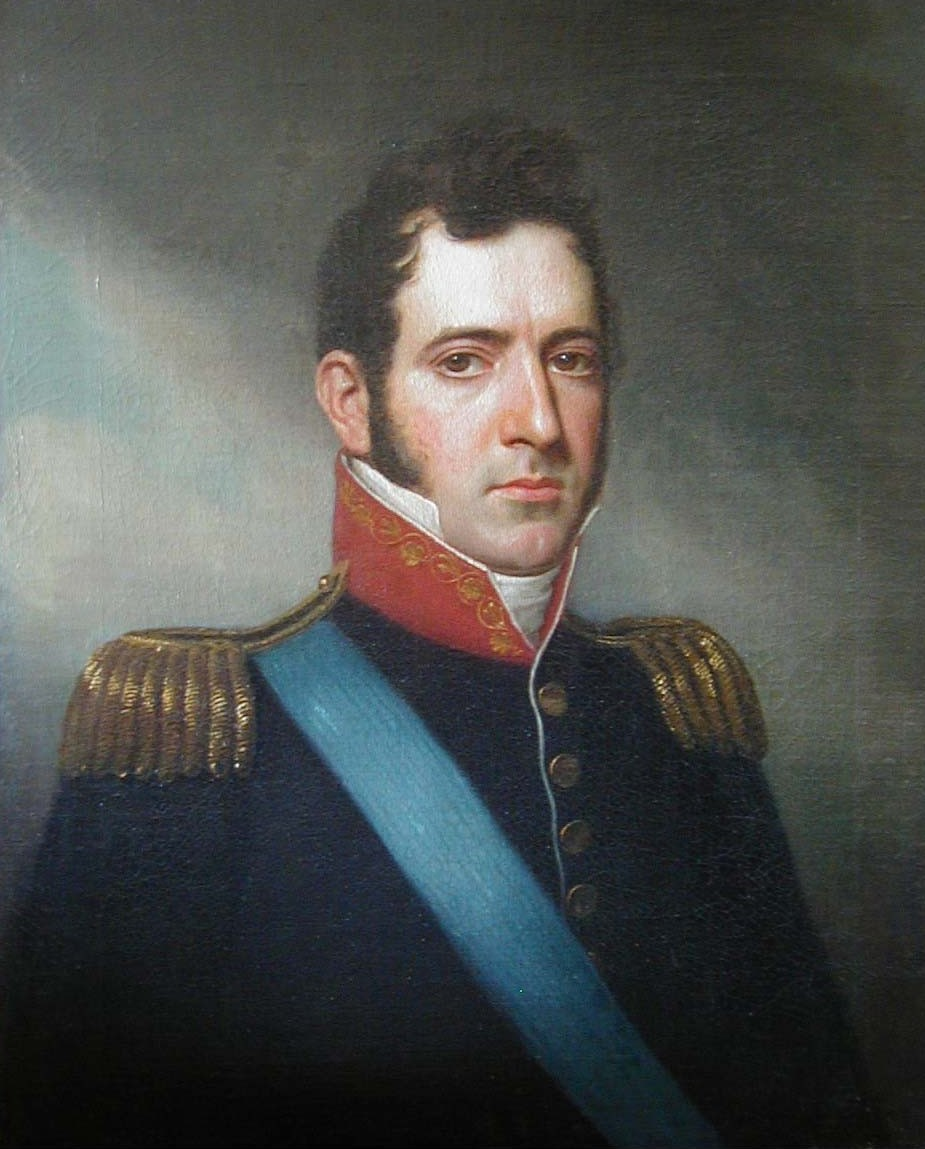
Carlos María de Alvear

Carlos María de Alvear y Balbastro (* 25. Oktober 1789 in Santo Ángel; † 3. November 1852 in New York, USA) war ein argentinischer Politiker und Militär.

## Leben
De Alvear wurde im nördlichen Teil des Vizekönigreich des Río de la Plata als Sohn des spanischen Adeligen Diego de Alvear und der kreolischen Mutter María Balbastro geboren. Sein Geburtsort Santo Ángel gehörte zu damaliger Zeit zu den östlichen Missionsgebieten (Missiones Orientales), die sich östlich des Rio Uruguay erstreckten (im Westen gehörten dazu der Osten der argentinischen Provinz Corrientes und die gesamte Provinz Misiones, sowie der Osten Paraguays; s. Jesuitenreduktion, dritte Karte, 10)), das Gebiet ist heute ein Teil des brasilianischen Bundesstaates Rio Grande do Sul.
Zwischen dem 9. Januar 1815 und dem 15. April 1815 bekleidete er die Position des sogenannten Director Supremo in den Vereinigten Provinzen des Río de la Plata, dem heutigen Argentinien.
Vom 1. Juli 1820 bis zum 12. Juli 1820 war de Alvear Gouverneur von Buenos Aires.
Nach ihm ist heute das Departamento General Alvear in der Provinz Mendoza im Westen Argentiniens benannt.
De Alvears letzte Ruhestätte befindet sich auf dem Friedhof La Recoleta in Buenos Aires. Nach ihm ist in der Antarktis die Landspitze Punta Alvear benannt.